# Aqueduto

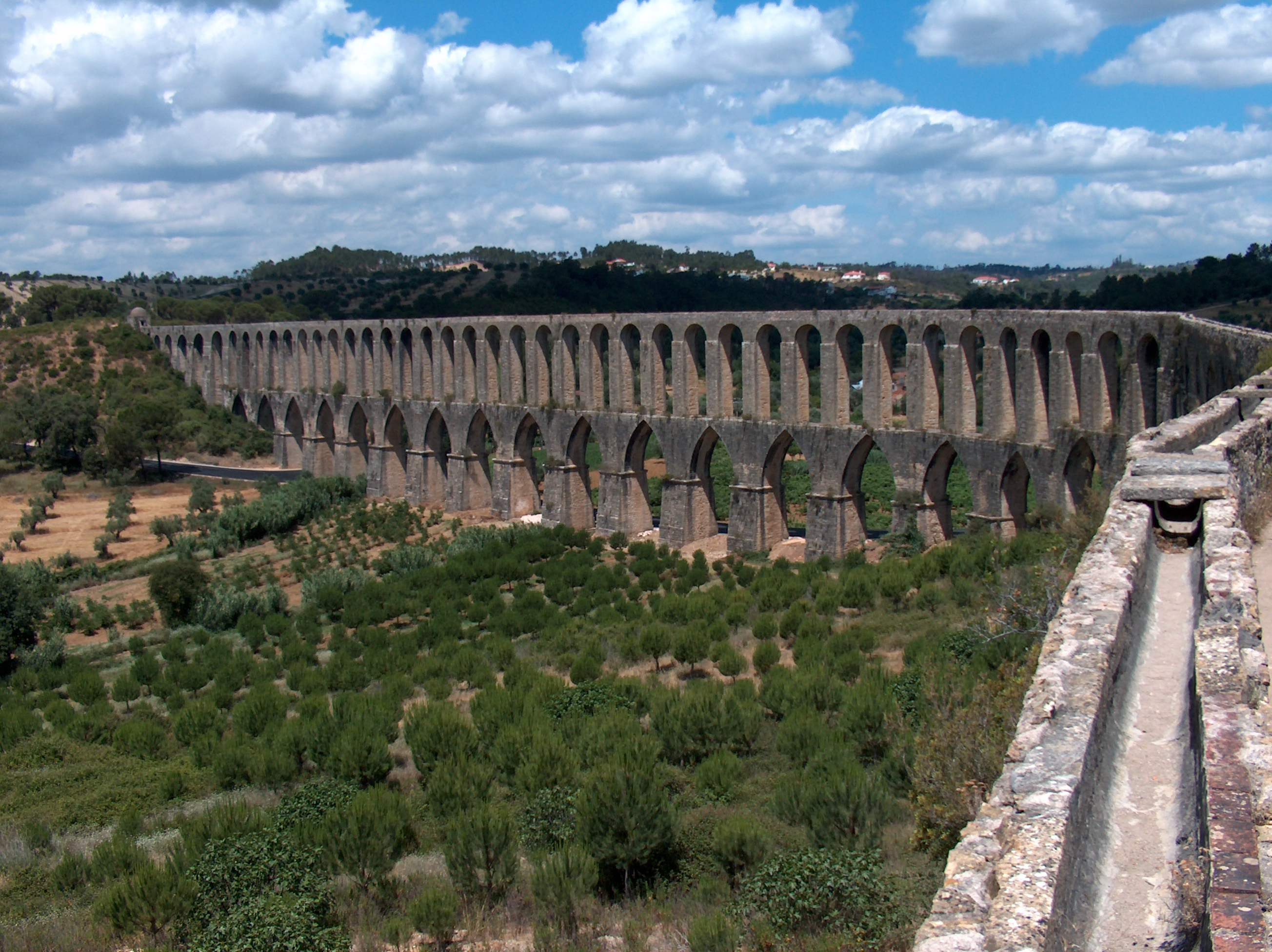
O Aqueduto dos Pegões, em Tomar, Portugal.

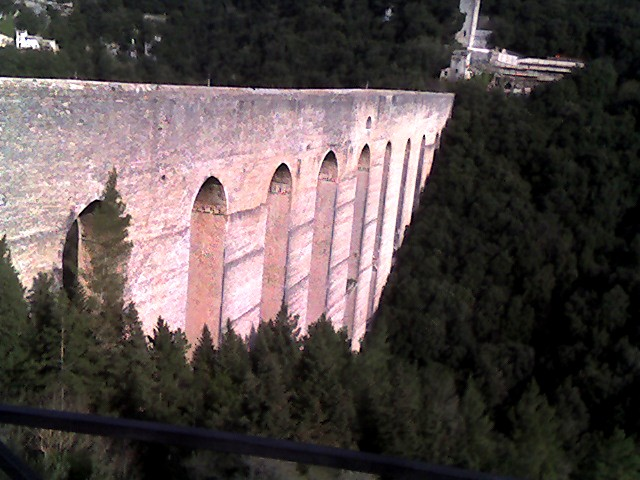
Aqueduto romano junto a Espoleto, Itália.

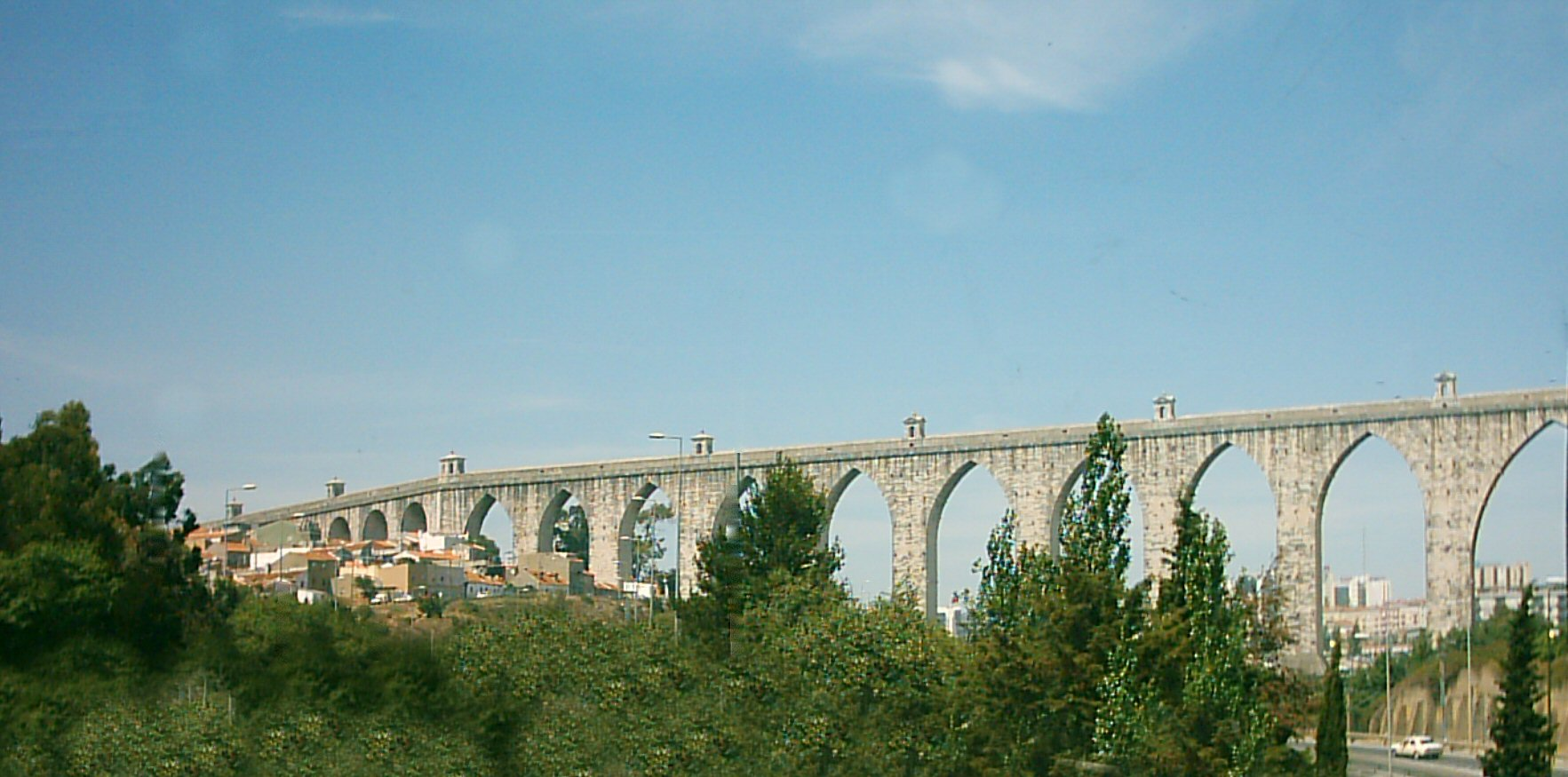
Aqueduto das Águas Livres, Lisboa.

Aqueduto é um canal ou galeria, subterrâneo ou à superfície, e construído com a finalidade de conduzir a água. Os aquedutos são normalmente edificados sobre arcadas ou sob plataformas de vias de comunicação.

## História
Nos prédios mais antigos, o escoamento não era geralmente com superfície livre, apresentando sempre uma inclinação mínima para que a água pudesse correr, e eram edificados em alvenaria. O atravessamento de vales importantes era feito sobre estruturas em arcaria.
Nos aquedutos modernos, o escoamento é sob pressão, contando com tubos metálicos ou em betão e bombas motorizadas para elevar a coluna de água. Os aquedutos modernos são geralmente subterrâneos.
Na antiguidade, quase todas as civilizações construíram aquedutos, como por exemplo a China, a Caldeia, a Assíria, a Fenícia, a Grécia e Roma.
Foi com a civilização romana que os aquedutos tiveram um desenvolvimento extraordinário. A cidade de Roma, no século III era abastecida por catorze aquedutos, o maior deles com 93 km de extensão.